# Bien cultural de interés nacional

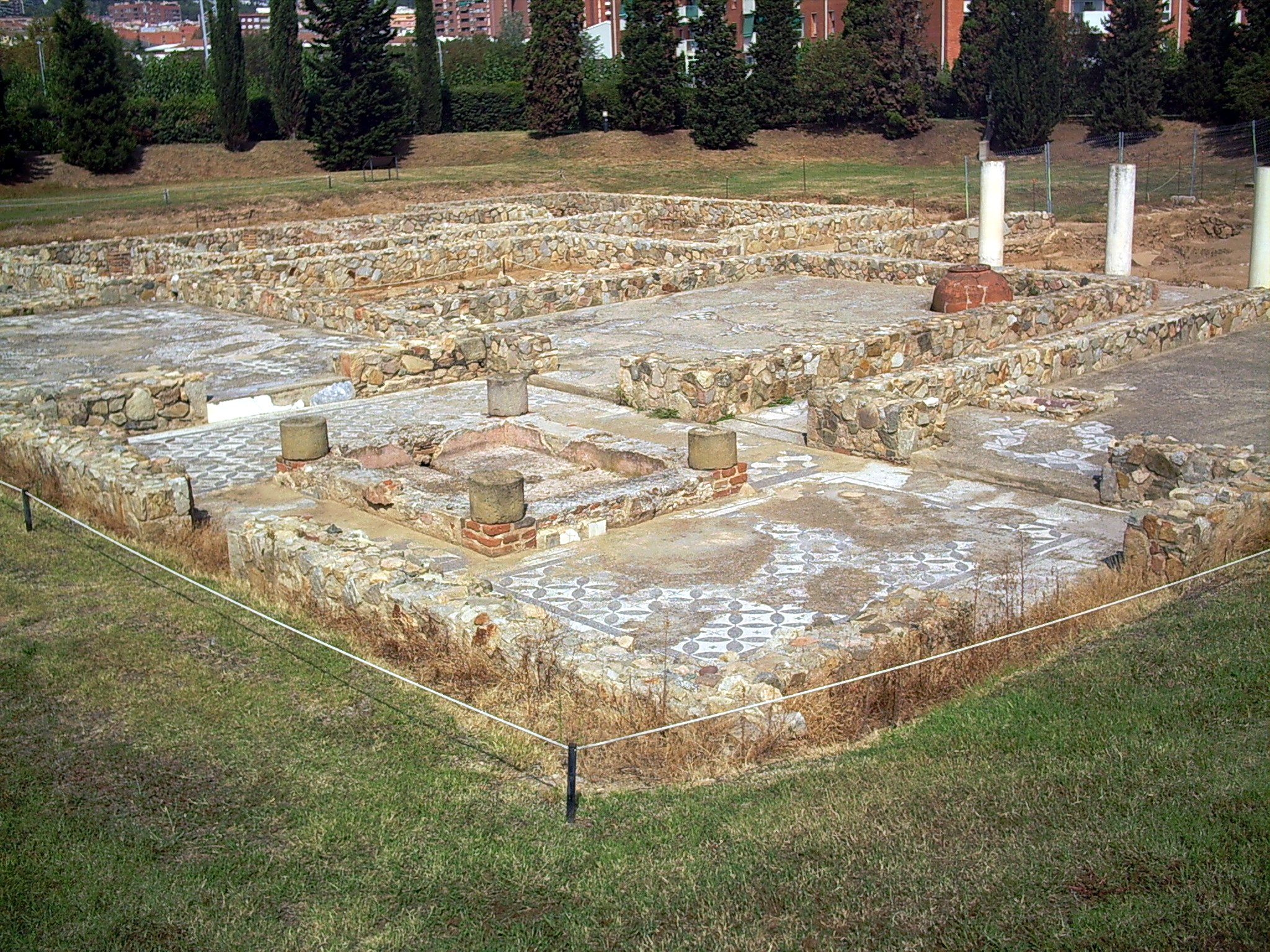
Villa romana de Can Llauder, en Mataró,.

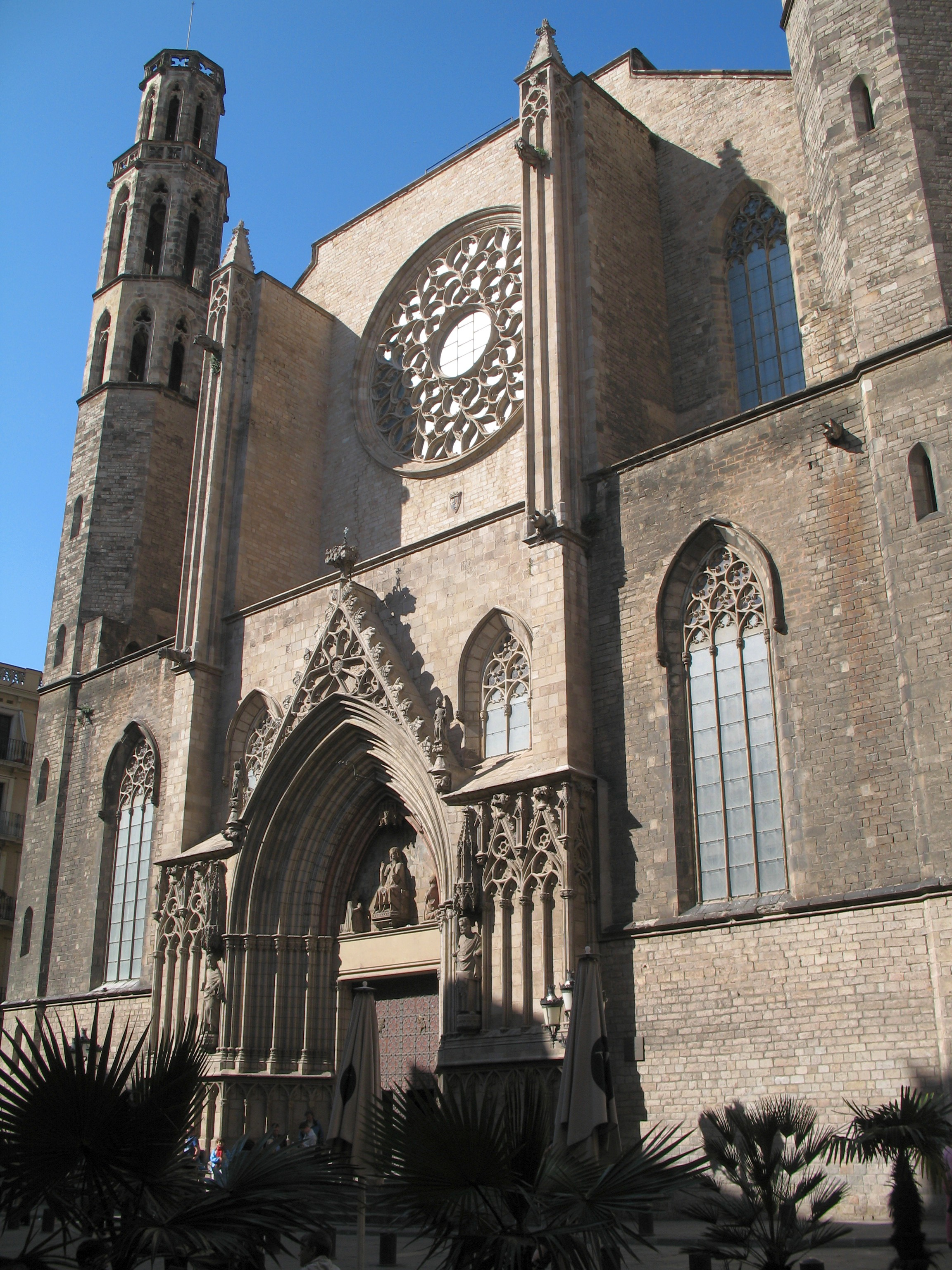
Basílica de Santa María del Mar (Barcelona)

Bien cultural de interés nacional (en catalán Bé Cultural d'Interès Nacional) o simplemente bien de interés nacional (Bé d'Interès Nacional), abreviado BCIN, es una categoría de protección legal de los bienes más relevantes del patrimonio cultural de Cataluña, tanto de muebles como inmuebles, otorgada por la administración de la Generalidad de Cataluña, que lo ha inscrito en el Registro de Bienes Culturales de Interés Nacional. Constituye la categoría superior de protección, siendo las otras dos el bien cultural de interés local (BCIL) y el Espacio de Protección Arqueológica (EPA).
Todos estos bienes están reconocidos a su vez como bien de interés cultural, nombre que recibe la categoría a nivel nacional. 

## Antecedentes
Las leyes autonómicas para la protección del patrimonio histórico emanan de la Ley de Patrimonio Histórico Español de 1985. La catalana se corresponde con la Ley 9/1993, de 30 de septiembre, del Patrimonio Cultural Catalán.

## Clasificación y definición
Los bienes inmuebles se clasifican en:
a) Monumento histórico: Construcción u otra obra material producida por la actividad humana que configura una unidad singular.
b) Conjunto histórico: Agrupación de bienes inmuebles, continua o dispersa, que constituye una unidad coherente y delimitable, con entidad propia, aunque cada uno individualmente no tenga valores relevantes. 
c) Jardín histórico: Espacio delimitado que es fruto de la ordenación por parte del hombre de elementos naturales y que puede incluir estructuras de fábrica.
d) Lugar histórico: Paraje natural donde se produce una agrupación de bienes inmuebles que forman parte de una unidad coherente por razones históricas y culturales a la que se vinculan acontecimientos o recuerdos del pasado o que contienen obras del hombre con valores históricos o técnicos.
e) Zona de interés etnológico: Conjunto de vestigios, que pueden incluir intervenciones en el paisaje natural, edificios e instalaciones, que contienen en su seno elementos constitutivos del patrimonio etnológico de Cataluña.
f) Zona arqueológica: Lugar donde hay restos de la intervención humana que solamente es susceptible de ser estudiado en profundidad con la metodología arqueológica, tanto si se encuentra en la superficie como si se encuentra en el subsuelo o bajos las aguas. En caso de que los bienes culturales inmuebles definidos por las letras a), b), c), d) y e) tengan en el subsuelo restos que solamente sean susceptibles de ser estudiados arqueológicamente, tendrán también la condición de zona arqueológica.
g) Zona paleontológica: Lugar donde hay vestigios fosilizados que constituyen una unidad coherente y con entidad propia, aunque cada uno individualmente no tenga valores relevantes.
Los bienes muebles pueden ser declarados de interés nacional singularmente o como colección.

## Procedimiento de declaración
1. La declaración de bienes culturales de interés nacional requiere la incoación previa de un expediente, iniciado de oficio por la Administración de la Generalidad o bien a instancia de otra Administración pública o de cualquier persona física o jurídica. Los acuerdos de no incoación serán motivados.
2. En la instrucción del expediente citado en el apartado 1 es necesario dar audiencia a los interesados. Si el expediente se refiere a bienes inmuebles, es necesario dar audiencia también al ayuntamiento correspondiente y abrir un período de información pública.
3. En el expediente al que se refiere el apartado 1 constará el informe favorable del Consejo Asesor del Patrimonio Cultural de Cataluña y también del Instituto de Estudios Catalanes o de una de las instituciones científicas, técnicas o universitarias de prestigio o competencia reconocidos que se determinen por reglamento.
4. El expediente al que se refiere el apartado 1 contendrá informes históricos, arquitectónicos, arqueológicos y artísticos, acompañados de una completa documentación gráfica, además de un informe detallado sobre el estado de conservación del bien.